# Église Saint-Géréon de Saint-Géréon
L'église Saint-Géréon est un édifice religieux catholique situé à Ancenis-Saint-Géréon dans le département de la Loire-Atlantique en France.

## Description
L'église est située au centre du bourg de Saint-Géréon, au sein de la commune d'Ancenis-Saint-Géréon en Loire-Atlantique.
L'église abrite plusieurs objets protégés au titre des monuments historiques :
- un calice et une patène datant du XVIIe siècle[1] ;
- une bannière de procession représentant Géréon de Cologne, datant de 1804[2] ;
- un tableau représentant Marie Madeleine au pied de la croix, XVIIIe siècle[3] ;
- un monument aux morts de la Première Guerre mondiale[4].

## Historique
L'église est dédiée à Géréon de Cologne, saint martyr du IIIe siècle, sans que la raison de cette dédicace soit connue,.
En 1852, l'église accueille des reliques du saint qui lui donne son nom – un morceau de son crâne et sa mâchoire ; ces reliques sont volées au début du XXIe siècle, le vol étant découvert en 2014.